# Svatá Klára
Svatá Klára (16. července 1194 Assisi, Itálie – 11. srpna 1253 tamtéž) byla významná italská řeholnice, zakladatelka řádu chudých paní od sv. Damiana v Assisi, nazývaných podle ní klarisky. Je uctívána jako první světice velmi přísného kontemplativního a mendikantského řádu klarisek.

## Životopis
Svatá Klára, vlastním jménem Chiara Offreducio di Favarone, se narodila 16. července 1194 v Assisi jako nejstarší ze tří dcer Favorina Scifi, vévody Sasso-Rosso a jeho manželky Ortolany. Matka Ortolana byla velmi zbožná žena, vykonala poutě do Říma, Santiaga de Compostela i do Palestiny, brala s sebou dcery Kláru a Anežku.
Klára byla silně ovlivněna osobností svého současníka sv. Františka. V devatenácti letech vstoupila do benediktinského kláštera. Když pak sv. František získal v Assisi opuštěný chrám sv. Damiána se sousedním domem, shromáždil v něm nové řeholní společenství žen a (v roce 1215 jim sepsal pravidla podobná řeholi Menších bratří). První představenou této komunity byla zvolena Klára. Do kláštera ji následovaly také matka Ortolana a sestra Anežka. Řeholnice žily v úplné chudobě, poslušnosti, odříkání a klauzuře. Nazývaly se damianitkami.
Roku 1241 papež Řehoř IX. potvrdil pravidla řádu sepsaná sv. Františkem, a dva dny před Klářinou smrtí (zemřela 11. srpna 1253) schválil papež Inocenc IV. upravená pravidla řádu. Zúčastnil se i jejího pohřbu. 15. srpna 1255 papež Alexandr IV. Kláru svatořečil jako svatou Kláru z Assisi. Sv. Klára byla nejdříve pochována v Assisi po boku sv. Františka v kostele sv. Jiří.
Bazilika sv. Kláry byla při klášteře v Assisi dostavěna roku 1260, 3. října téhož roku do ní byly přeneseny Klářiny ostatky a uloženy před hlavní oltář. Po 600 letech, roku 1872, byly Klářiny ostatky přemístěny do nové schránky a přeneseny do nově vybudované krypty téže baziliky, kde zůstávají dodnes.
Papež Urban IV. roku 1263 oficiálně změnil název řádu na řád sv. Kláry, zkráceně klarisky.
Klářino učení a věhlas se postupně šířily za hranice Itálie. Svatá Anežka Česká patřila k prvním následovnicím, které podle jejího vzoru v celé Evropě zakládaly kláštery. Spolu se svým bratrem, králem Václavem I., založila v Praze na Starém Městě klášter sv. Františka, do kterého brzy sama vstoupila.
K zázrakům sv. Kláry patřilo odvrácení pohanských Saracénů znamením eucharistie v monstranci, která je jejím poznávacím atributem, stejně jako bílá lilie.
Klarisky chodí bosy, nejedí maso a nemají žádný majetek.
Papež Pius XII. roku 1958 prohlásil sv. Kláru za patronku televize.